# Somewhere in Time
„Somwhere in Time“ (превод от английски: „Някъде във времето“) е шестият студиен албум на британската метъл група Айрън Мейдън, който излиза на 29 септември 1986 г. Тъй като на един от основните текстописци, Брус Дикинсън, е дадена почивка, текстовете са написани от Ейдриън Смит. „Wasted Years“ и „Heaven Can Wait“ стават доста популярни сред феновете. Също така при записите на Somewhere in Time групата за пръв път използва синтезатори, както Джудас Прийст в техния албум от същата година Turbo. В албума се забелязва лека промяна в стила на групата, като композициите са станали по-прогресивни и многопластови.
След издаването на албума Айрън Мейдън започват турнето Somewhere On Tour в подкрепа на плочата.

### Бонус диск от 1995
1. „Reach Out“ (написана от Дейв Коуел – Bad Company за Ейдриън Смит)
2. „Juanita“ (оригинално написана от С. Барнакъл / Д. О'Нийл и записана от)
3. „Sheriff of Huddersfield“ (написана от Iron Maiden и посветена на Род Смалуд)
4. „That Girl“ (написана от Мърв Голдсуорт/ Пит Джъп/ Анди Барнет)

## Състав
- Брус Дикинсън – вокали
- Дейв Мъри – китара, синтезатор
- Ейдриън Смит – китара, беквокали
- Стив Харис – бас, беквокали
- Нико Макбрейн – барабани

## Място в Класациите
- Великобритания – 3
- Нова Зеландия – 5
- Швеция –6
- Австралия – 10
- САЩ – 11
- Чехия – 22

## Продажби
- Два пъти платинен в САЩ;
- Платинен в Канада;
- Златен в Англия и Германия

## Интересно
И предната и задната обложка на диска съдържат множество препратки, знаци към по-стари албуми и песни на групата.
На предната обложка:
- Надпис „Акация“ вдясно – „22 Acacia Avenue“.
- Под „Акация“ има графит на Еди от първия албум на групата.
- Позата на Еди е подобна на тази от „Killers“ – стои над жертвата си, убита с фантастично оръжие.
- Банер с надпис: „Това е много тъпа картина“.

На задната обложка:
- Пирамидите на фона – „Powerslave“.
- От ляво надпис „Aces High Bar“.
- Часовник показващ 23:58 – препратка към „2 Minutes to Midnight“.
- Вдясно от часовника неонов надпис гласи: „Ancient Mariner Seafood Restaurant“ препратка към песента „Rime of the Ancient Mariner“.
- Жена седи на прозореца на втория етаж на сградата вляво, на червена светлина – препратка към „Charlotte“ (повтаряща се тема в творчеството на Мейдън).
- Вдясно, над неоновия надпис на кулите е Икар от песента „Flight of Icarus“.
- Над часовника електронен надпис гласи: „Последни резултати........ WEST HAM 7........ARSENAL 3“ – поздрав от Стив Харис към всички фенове на Уест Хем.
- Надолу по улицата, на втория надлез се чете „Phantom opera house“ – препратка към песента „Phantom Of The Opera“ от албума „Iron Maiden“
- Не е странно присъствието на Батман като част от стрийткултурата. Неговият силует се забелязва в дясната част над първия надлез.